# Michael Horse

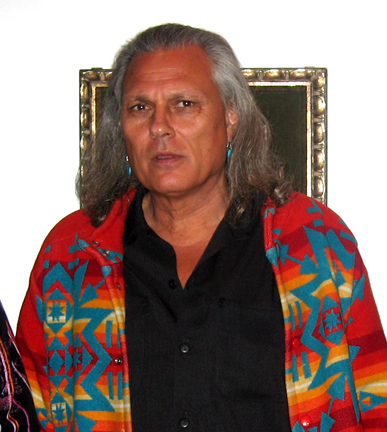
Michael Horse (2006)

Michael James Heinrich Horse (* 21. Dezember 1949 nahe Tucson, Arizona) ist ein US-amerikanischer Künstler und Schauspieler. In Hollywood machte er sich vor allem mit der Verkörperung amerikanischer Ureinwohner in Film und Fernsehen einen Namen. Seine bekannteste Rolle spielte er als (Chief) Deputy Tommy „Hawk“ Hill in der Mystery-Fernsehserie Twin Peaks.

## Leben
Michael Horse kam 1949 in einem Yaqui-Reservat außerhalb von Tucson, Arizona, zur Welt. Er bezeichnet sich selbst als „Halbindianer“ und ist zu Teilen Mescalero Apache, Yaqui, Zuñi und Hispanic mit „einem Hauch“ schwedischer Abstammung. Horse wuchs ohne Strom und fließend Wasser als Sohn einer Töpferin und Kachina-Schnitzerin auf. Als er zehn Jahre alt war, übersiedelte die Familie nach Los Angeles, wo er mit Angehörigen der Cheyenne, Navajo und Sioux heranwuchs. Seine Kindheit und Jugend waren vom Eindruck von Powwows, zeremoniellen Tänzen und anderen indianischen Traditionen geprägt. Michael Horse diente im Vietnamkrieg und engagierte sich später gegen den Irakkrieg.
Ab etwa 1987 lebte Horse in North Hollywood, 15 Jahre später zog er in die San Francisco Bay Area. Er ist Vater einer Tochter und war bis 1991 dreimal verheiratet. Seine derzeitige Ehefrau, die Galeristin Pennie Opal Plant, betreibt die Website Gathering Tribes, die indigene amerikanische Kunst vertreibt.

## Karriere

### Kunsthandwerk

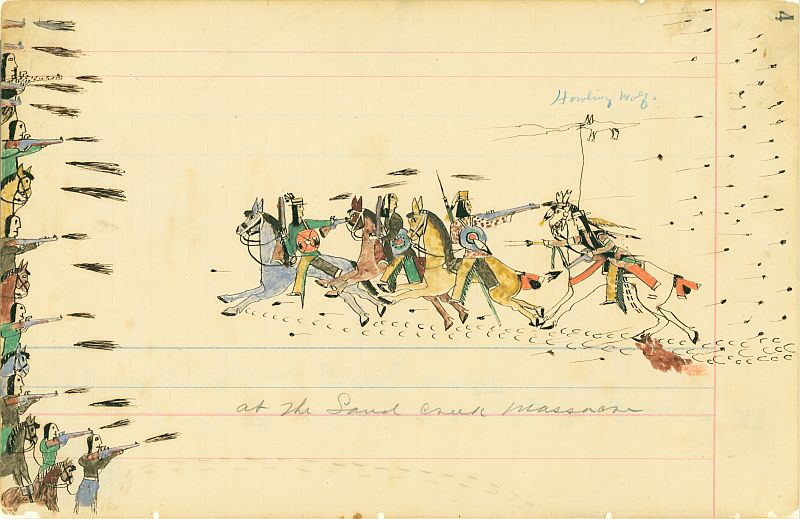
Beispiel für Ledger Art (ca. 1875)

Michael Horse erlernte bereits in jungen Jahren verschiedene Formen des Kunsthandwerks von seiner Mutter und seinen Onkeln, darunter die Verarbeitung von Schmucksteinen. Nach dem Studium am Institute of American Indian Arts in Santa Fe, wo Allan Houser zu seinen Lehrern gehörte, begann er seine künstlerische Laufbahn als Bildhauer, Schmuckkünstler und Silberschmied. Traditionelle und zeitgenössische Werke wie Bolos oder Ohrringe verkauft er bis heute auf Märkten und Kunstfestivals. Neben indigener Kunst unterschiedlicher Kulturkreise nennt er als Inspiration für seine Arbeit auch Michelangelo, Pablo Picasso und politische Künstler wie Diego Rivera.
Während einer Tätigkeit am George Gustav Heye Center in New York City entdeckte Horse die Ledger Art für sich. Er benutzt Aquarellfarben und malt aus Authentizitätsgründen auf originalen Dokumenten des 19. und frühen 20. Jahrhunderts. So schuf er etwa eine Büffeljagdszene auf einer von Präsident Buchanan unterzeichneten Landurkunde, einen Veteranen auf einem Siegplakat des Ersten Weltkrieges und eine traditionelle Hochzeitsszene auf einer Heiratsurkunde von 1904. Weitere Werke transportieren humoristische Botschaften, etwa der Titel When Poodles Ran Free in Beverly Hills, oder bissige Gesellschaftskritik wie We Are Still Here, Don’t Take My Picture, This Land Is Your Land, in Anlehnung an den Landraub an der indigenen Bevölkerung Amerikas. Seine Malereien wurden bisher unter anderem am Los Angeles County Museum of Art, am Southwest Museum und am Autry Museum of Western Heritage, dem Eiteljorg Museum of American Indians and Western Art in Indianapolis sowie von zahlreichen Kunstgalerien ausgestellt.
Nebenbei ist Horse ein versierter Fiddler. In der zweiten Hälfte der 1980er Jahre trat er auf einem Musikfestival in Iowa als Support von Charlie Daniels und der Marshall Tucker Band auf.

### Schauspiel
Zur Schauspielerei geriet Michael Horse, der sich laut eigenen Angaben mehr als Künstler identifiziert, eher zufällig. Während er Ende der 1970er Jahre als Rodeoreiter arbeitete, wurde er von einem Filmregisseur entdeckt und als Stuntman engagiert. Seine erste Rolle hatte er 1981 an der Seite von Klinton Spilsbury als Tonto in Die Legende vom einsamen Ranger. Nach anfänglichen Bedenken lobten Dennis Banks und Russell Means, beide Vertreter des American Indian Movement, seine Darstellung der stereotypen Figur. Trotz finanziellen und kritischen Misserfolges erwies sich der Film als Initialzündung für Horses Hollywood-Karriere.
Neben Harry Dean Stanton war Horse 1988 im anlässlich der Zweihundertjahrfeier der Französischen Revolution produzierten Kurzfilm The Cowboy and the Frenchman von David Lynch zu sehen. Danach zog ihn Kevin Costner für eine Rolle in Der mit dem Wolf tanzt in Betracht, lehnte ihn aber schließlich aufgrund seiner europäischen Wurzeln ab. Stattdessen spielte Horse die Nebenrolle des Deputy Tommy „Hawk“ Hill in der ABC-Mysteryserie Twin Peaks und wurde damit einem Millionenpublikum bekannt. Seine Szenen im Kinofilm Twin Peaks: Fire Walk with Me fielen dem Schnitt zum Opfer und wurden erst zwei Jahrzehnte später als Teil der Kompilation Twin Peaks: The Missing Pieces veröffentlicht. 
In den folgenden Jahren trat Michael Horse vor allem als Nebendarsteller und Synchronsprecher in Fernsehserien in Erscheinung. Wiederkehrende Rollen hatte er 1993 als FBI-Agent George Steelman in Die Unbestechlichen sowie zwischen 1995 und 1997 als Psychologe Andrew One Sky in der kanadischen Dramaserie Die Mounties von Lynx River. 2002 hatte er eine Synchronrolle im Zeichentrickfilm Spirit – Der wilde Mustang. Angebote, in Seifenopern mitzuwirken, lehnt er laut eigenen Angaben ab, weil er Dreharbeiten in der Natur und unter dem Motto „Cowboys und Indianer“ bevorzugt. 2017 setzte er seine bekannteste Rolle in der dritten Staffel von Twin Peaks fort.
Deutsche Synchronsprecher für Michael Horse waren bisher unter anderem Christian Olsen (Twin Peaks), Tilo Schmitz (Die Unbestechlichen) und Jan Spitzer (Roswell).

## Filmografie
Film (Auswahl)
- 1981: Die Legende vom einsamen Ranger (The Legend of the Lone Ranger)
- 1988: The Cowboy and the Frenchman (Kurzfilm)
- 1990: Killer Kid (Deadly Weapon)
- 1992: Twin Peaks – Der Film (Twin Peaks: Fire Walk with Me)
- 1992: Passagier 57 (Passanger 57)
- 1993: Das Kartenhaus (House of Cards)
- 1998: Moments of Danger
- 2002: Spirit – Der wilde Mustang (Spirit: Stallion of the Cimarron, Stimme)
- 2020: Ruf der Wildnis (The Call of the Wild)

Fernsehen
- 1985: Knight Rider (1 Episode)
- 1986: Unglaubliche Geschichten (Amazing Stories, 2 Episoden)
- 1989: Paradise – Ein Mann, ein Colt, vier Kinder (Paradise, 1 Episode)
- 1990–1991, 2017: Twin Peaks (42 Episoden)
- 1990: New Kids on the Block (Stimme, 14 Episoden)
- 1991: Alle meine Kinder (The Torkelsons, 1 Episode)
- 1992–1993: Wild West C.O.W. – Boys of Moo Mesa (Stimme, 8 Episoden)
- 1993: Die Unbestechlichen (The Untouchables, 18 Episoden)
- 1993: Akte X – Die unheimlichen Fälle des FBI (The X-Files, 1 Episode)
- 1994: Problem Child (Stimme, 13 Episoden)
- 1994: Gargoyles – Auf den Schwingen der Gerechtigkeit (Gargoyles, 4 Episoden)
- 1995: Die Geschichte der Indianer – 500 Nations (500 Nations, 3 Episoden)
- 1995: 13 auf einen Streich (Happily Ever After: Fairy Tales for Every Child, Stimme, 1 Episode)
- 1995–1997: Die Mounties von Lynx River (North of 60, 19 Episoden)
- 1996: The Real Adventures of Johnny Quest (4 Episoden)
- 1997: Duckman (Stimme, 1 Episode)
- 1997: The Legend of Calamity Jane (Stimme, 13 Episoden)
- 1997–1999: Superman (Superman: The Animated Series, Stimme, 2 Episoden)
- 1999: Walker, Texas Ranger (2 Episoden)
- 1999: Roswell (4 Episoden)
- 2000: Expedition der Stachelbeeren (The Wild Thornberrys, Stimme, 1 Episode)
- 2000–2002 Malcolm mittendrin (Malcom in the Middle, 2 Episoden)
- 2001: Jackie Chan Adventures (Stimme, 1 Episode)
- 2002: Chalk Zone – Die Zauberkreide (Chalk Zone, Stimme, 1 Episode)
- 2004: All Grown Up – Fast erwachsen (All Grown Up!, Stimme, 1 Episode)
- 2004: JAG – Im Auftrag der Ehre (JAG, 1 Episode)
- 2010: Sons of Tucson (3 Episoden)
- 2012: Young Justice (Stimme, 1 Episode)
- 2014: Hell on Wheels (1 Episode)
- 2017: Godless (2 Episoden)
- 2019: Claws (8 Episoden)
- 2020: The Blacklist (1 Episode)
- 2022: Motherland: Fort Salem (3 Episoden)